# Dunagate
A Dunagate (ejtsd: dunagéjt) egy a magyarországi rendszerváltás idején lezajlott politikai alapú lehallgatási botrány közkeletű elnevezése. Nevét a roppant hasonló és világszerte ismertté vált Watergate-botrány után kapta.

## Az ügy
Az SZDSZ és a Fidesz képviselői 1990. január 5-én a fővárosi főügyészhez feljelentést tettek ismeretlen tettes ellen hivatali visszaélés és más bűncselekmény miatt, valamint sajtótájékoztatót tartottak az ügyről. A feljelentés szerint a Belügyminisztérium Állambiztonsági Szolgálata titkos eszközökkel és módszerekkel nyomozást folytatott ellenzéki pártokkal, szervezetekkel szemben, annak ellenére, hogy az 1989. október 23-án elfogadott új alkotmány alapján ez már illegális, sőt, alkotmánysértő tevékenységnek minősült. A feljelentéshez csatolták a BM III/III-7. osztályának 219. számú, 1989. november 10-ei napi jelentését. 
A Bányász Moziban tartott sajtótájékoztatón nyilvánosságra hozták még az 1989. december 6-ai, december 20-ai és december 22-ei napi jelentést is. Ezeknek az információknak egy része titkos eszközök (telefonlehallgatás, levélellenőrzés, hálózat) igénybevételével keletkezett. A botrány hatására Horváth István belügyminiszter 1990. január 23-ai hatállyal lemondani kényszerült pozíciójáról. Helyét Gál Zoltán vette át, aki az Antall-kormány május 23-i beiktatásáig maradt hivatalában.
Végvári József, a Belső Biztonsági Csoportfőnökség nyugállományú rendőr őrnagya, az utóbb „Dunagate” néven elhíresült ügy kirobbantója húsz évvel később vehette át elismerésként (a hivatalos indoklás szerint a jogállami Magyarország megteremtéséhez való hozzájárulásáért, személyes kockázatvállalásának elismeréseként) a Köztársasági Érdemrend Középkeresztjét.